# Jaora
Jaora è una suddivisione dell'India, classificata come municipality, di 63.736 abitanti, situata nel distretto di Ratlam, nello stato federato del Madhya Pradesh. In base al numero di abitanti la città rientra nella classe II (da 50.000 a 99.999 persone).

## Geografia fisica
La città è situata a 23° 37' 60 N e 75° 7' 60 E e ha un'altitudine di 458 m s.l.m..

## Società

### Evoluzione demografica
Al censimento del 2001 la popolazione di Jaora assommava a 63.736 persone, delle quali 32.575 maschi e 31.161 femmine. I bambini di età inferiore o uguale ai sei anni assommavano a 9.989, dei quali 5.098 maschi e 4.891 femmine. Infine, coloro che erano in grado di saper almeno leggere e scrivere erano 39.410, dei quali 22.685 maschi e 16.725 femmine.